# Casa de Oliart
La Casa de Oliart o Casa Picoaga es una casona colonial ubicada en la calle Santa Teresa  en el centro histórico del Cusco, Perú.
En el siglo XVIII, el inmueble fue propiedad del Marqués Don José Picoaga y Arbiza llega al Cusco enviado por el virrey Conde de Superunda, construyendo entre 1745 y 1751 esta casa que por linaje, sociedad local y servicios prestados a la Corona, fue construido de cuatro arquerías.  Es descendiente de esta familia el apellido Oliart. Del segundo patio ya no quedan testimonio físico, el inmueble fue destruido parcialmente por el terremoto de 1650 y consolidado en 1951 elaborándose su proyecto de restauración en 1976. 
.
Desde 1972 el inmueble forma parte de la Zona Monumental del Cusco declarada como Monumento Histórico del Perú. Asimismo, en 1983 al ser parte del casco histórico de la ciudad del Cusco, forma parte de la zona central declarada por la UNESCO como Patrimonio Cultural de la Humanidad. Actualmente, en esta casa se encuentra el Hotel Picoaga de la cadena Costa del Sol Ramada.
El inmueble consta de dos niveles y dos patios originalmente. Presenta zaguán de ingreso central, escaleras líticas “de cajón” de ida y vuelta. Exteriormente exhibe en el primer nivel, portada lítica y cuatro ventanas con jambaje lítico y rejas metálicas (una de estas ventanas ha sido convertida en puerta secundaria) en el segundo nivel sobre la portada dos balcones republicanos de antepecho con balaustrada metálica flanqueados por balcones con rejas tipo cajón.
El Patio principal está configurado por cuatro crujías con arcos de medio punto en proporción 5:7 (primer y segundo nivel) en el segundo nivel las galerías presentan antepecho lítico y piso de ladrillo pastelero. Sobresale la pintura mural del siglo XIX en el salón principal, pintado con bodegones e imitaciones de mármol. La estructura de la cubierta está hecha en el sistema de par y nudillo.